# 患者

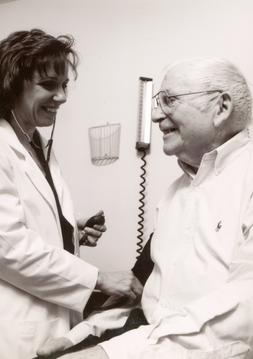
病人

患者，又称病人、病者和病患，是指醫療服務的接受者，大多用來指罹患疾病、或身體受到創傷，而需要醫生和護理人員進行治療的人；動物如遇到相同狀況，也可以患者稱之。
但是對於不用接受醫療服務的人，例如：只須在床上休養的頭痛者、只須自行解決腹瀉的人、和只須服用自行擁有或在藥房購買的藥物的人，也會被稱為病人，還有醫生介紹疾病任何知識和藥劑師介紹藥物任何知識，也經常將那些患病對象稱呼為病人。不過，不是每個接受醫療服務的人也是病人，因受傷而要送進醫院治理的人，應定義為傷者。送院後證實已經死亡的人，應定義為死者。在醫院分娩的人，應定義為孕婦。在醫院進行各種各樣檢查，而身體没有患上任何疾病的人，應該定義為檢查者。還有在醫院進行捐血、器官捐贈、整容手術和變性手術的人，也不應當成病人，以免給沒有患病的人，遭受不必要的歧視。

## 診療形式
到醫療機構接受治療的患者，通常分為門診與住院兩大類型。門診者經過治療後，即可離開醫療機構，而提供門診的醫療機構都有一定的服務時間，並不會任何時間都提供服務。住院者則需要受到全天候的照護，提供住院服務的醫療機構在各方面亦需達到一定的標準。除此之外，醫院也提供健康相關的諮詢與衛教。

### 門診類別[1]
- 初診門診（患者到新醫院、診所進行第一次的診療評估）
- 一般門診（各科別正常掛號看病）
- 定期門診（精神科患者藉由回歸社會的形式，定期回門診接受醫生評估及拿藥）
- 急救門診（緊急應變有面臨危難的患者，如火災、車禍、自殘等）